# Norfran Lazo
Norfran Adán Lazo Morales (8 september 1990) is een Nicaraguaans voetballer die bij voorkeur als aanvaller speelt. In 2012 verruilde hij Managua FC voor Real Estelí.

## Interlandcarrière
In 2011 maakte Lazo zijn debuut in het Nicaraguaans voetbalelftal tegen Guatemala in een wedstrijd om de vijfde plaats in de kwalificatie voor de Gold Cup 2011. Zijn eerste interlanddoelpunt maakte hij in de eerste ronde van het kwalificatietoernooi voor het WK 2018 tegen Anguilla (5–1 winst).
| Interlands van Norfran Lazo voor Nicaragua | Interlands van Norfran Lazo voor Nicaragua | Interlands van Norfran Lazo voor Nicaragua | Interlands van Norfran Lazo voor Nicaragua | Interlands van Norfran Lazo voor Nicaragua | Interlands van Norfran Lazo voor Nicaragua |
| №                                          | Datum                                      | Wedstrijd                                  | Uitslag                                    | Soort wedstrijd                            | Doelpunten                                 |
| Als speler bij Managua FC                  | Als speler bij Managua FC                  | Als speler bij Managua FC                  | Als speler bij Managua FC                  | Als speler bij Managua FC                  | Als speler bij Managua FC                  |
| ------------------------------------------ | ------------------------------------------ | ------------------------------------------ | ------------------------------------------ | ------------------------------------------ | ------------------------------------------ |
| 1.                                         | 21 januari 2011                            | Nicaragua – Guatemala                      | 1 – 2                                      | Gold Cup 2011 (kwalificatie)               |                                            |
| 2.                                         | 26 mei 2011                                | Cuba – Nicaragua                           | 1 – 1                                      | Vriendschappelijk                          |                                            |
| 3.                                         | 28 mei 2011                                | Cuba – Nicaragua                           | 2 – 1                                      | Vriendschappelijk                          |                                            |
| 4.                                         | 2 september 2011                           | Dominica – Nicaragua                       | 0 – 2                                      | WK 2014 (kwalificatie)                     |                                            |
| 5.                                         | 11 september 2011                          | Panama – Nicaragua                         | 5 – 1                                      | WK 2014 (kwalificatie)                     |                                            |
| Als speler bij Real Estelí                 |                                            |                                            |                                            |                                            |                                            |
| 6.                                         | 23 maart 2015                              | Nicaragua – Anguilla                       | 5 – 0                                      | WK 2018 (kwalificatie)                     | 63'                                        |
| 7.                                         | 7 juni 2015                                | Nicaragua – Suriname                       | 1 – 0                                      | WK 2018 (kwalificatie)                     |                                            |

Lazo maakte deel uit van het Nicaraguaans elftal onder 23 dat zich niet wist te kwalificeren voor de Olympische Spelen 2012. In het Olympisch kwalificatietoernooi speelde hij beide wedstrijden.
| Interlands van Norfran Lazo voor Nicaragua –23 | Interlands van Norfran Lazo voor Nicaragua –23 | Interlands van Norfran Lazo voor Nicaragua –23 | Interlands van Norfran Lazo voor Nicaragua –23 | Interlands van Norfran Lazo voor Nicaragua –23 | Interlands van Norfran Lazo voor Nicaragua –23 |
| №                                              | Datum                                          | Wedstrijd                                      | Uitslag                                        | Soort wedstrijd                                | Doelpunten                                     |
| Als speler bij Managua FC                      | Als speler bij Managua FC                      | Als speler bij Managua FC                      | Als speler bij Managua FC                      | Als speler bij Managua FC                      | Als speler bij Managua FC                      |
| ---------------------------------------------- | ---------------------------------------------- | ---------------------------------------------- | ---------------------------------------------- | ---------------------------------------------- | ---------------------------------------------- |
| 1.                                             | 22 september 2011                              | Costa Rica – Nicaragua                         | 4 – 0                                          | OS 2012 (kwalificatie)                         | 0                                              |
| 2.                                             | 26 september 2011                              | Honduras – Nicaragua                           | 5 – 0                                          | OS 2012 (kwalificatie)                         | 0                                              |